# Тайна вечеря (картина Далі)
«Таємна вече́ря» — картина іспанського художника  Сальвадора Далі, написана у 1955 році за мотивами фрески Леонардо да Вінчі.

## Історія
«Таємна вечеря» була створена у 1955 році під час перебування Далі у Порт Льїгаті. У роботі над великим полотном Далі допомагав театральний художник Ісідор Беа, асистент Далі з 1955 року протягом 30 років. Для полегшення роботи в майстерні був встановлений пристрій, за допомогою якого полотно підіймалось і опускалось у спеціальний проріз в підлозі.
«Таємну вечерю» придбав найвідоміший в Америці колекціонер французького імпресіонізму мільйонер Честер Дейл і подарував її Національній галереї в Вашингтоні. Картина збентежила дирекцію музею, тому її розмістили в непримітній частині експозиції.

## Опис та інтерпретація
В центрі великого горизонтального полотна зображений Христос в трьох іпостасях:

| як син, що зійшов на Землю, але потім ми помічаємо, що він зовсім не сидить за столом, а занурений по пояс у воду — тобто хрестився водою, чи духом святим, тим самим втілюючи другу іпостась трійці, а над ним примарно підноситься чоловічий торс, ніби частина композиції «Піднесення» — повернення до Бога-отця.[1] |
Рисами обличчя Христос схожий на дружину і музу художника — Галу. Апостоли зображені в позах сплячих. Приміщення — в стилі модерн чи хай-тек із великими скляними вікнами, стіл — із кам'яних плит.